# واندا جاكسون
واندا لافون جاكسون (بالإنجليزية: Wanda Jackson)‏ (ولدت في 20 أكتوبر 1937) هي مغنية وكاتبة أغاني وعازفة بيانو وجيتار أمريكية نجحت في الخمسينيات والستينيات كإحدى الرائدات بين النساء في موسيقى الروكابيلي والروك أند رول. وهي تلقب بين معجبيها «ملكة الروكابيلي» أو «السيدة الأولى للروكابيلي».
مزجت جاكسون موسيقى الكانتري مع موسيقى الروكابيلي سريعة الإيقاع، وغالبا ما تسجل أغاني الكانتري على الوجه الآخر لإصدار أغنية الروكابيلي. تراجعت شعبية موسيقى الروكابيلي في منتصف الستينات، وانتقلت جاكسون إلى موسيقى الكانتري وحققت سلسلة من النجاحات حتى بداية السبعينات.
استعادت شعبيتها في الثمانينات مع عودة الاهتمام بالروكابيلي في أوروبا. في عام 2009، تم إدخالها في الصالة الفخرية للروك آند رول في فئة التأثير المبكر.

## بدايات حياتها
ولدت واندا لافون جاكسون في مود، أوكلاهوما في عام 1937، وهي ابنة توم روبرت جاكسون (24 مارس 1915 - أكتوبر 1985) ونيلي فيرا جاكسون (19 ديسمبر 1913 - 14 يناير 2011). عاشت أغلب حياتها في مدينة أوكلاهوما. كان والدها موسيقيا، وانتقل بالأسرة إلى بيكرسفيلد، كاليفورنيا خلال الأربعينات على أمل عيش حياة أفضل. وبعد ذلك بعامين، اشترى لابنته غيتارا وشجعها على العزف. عادت العائلة إلى أوكلاهوما في عام 1948، عندما كانت واندا في الحادية عشرة. وفي عام 1956، فازت بمسابقة مواهب وقدمت برنامجها الإذاعي الخاص والذي تم تمديده إلى 30 دقيقة.
بدأت جاكسون مسيرتها الموسيقية وهي ما تزال طالبة في مدرسة كابيتول هيل الثانوية في مدينة أوكلاهوما بعد أن اكتشفها هانك تومبسون في عام 1954، والذي سمعها تغني في محطة KLPR-AM الإذاعية المحلية،  ودعاها لتغني مع فرقته. وسجلت بعض الأغاني على كابيتول ريكوردز، بما في ذلك "You Can't Have My Love" في ثنائي مع بيلي غراي قائد فرقة تومبسون. أصدرت الأغنية كمنفردة في عام 1954 ووصلت إلى المركز الثامن على قائمة أغاني الكانتري. طلبت جاكسون توقيع عقد مع شركة كابيتول ولكن المنتج كين نيلسون رفض ذلك قائلا، «الفتيات لا يحققن مبيعات». وقعت واندا مع ديكا ريكوردز بدلا من ذلك.

## المسيرة

### 1955-1959
تخرجت واندا من المدرسة الثانوية وبدأت تقيم الجولات ورافقها والدها كمدير أعمال ووصيف. واشتركت في عدة عروض مع إلفيس بريسلي الذي شجعها على غناء الروكابيلي، وقامت بمواعدته لفترة وجيزة أثناء جولاتها. كانت عضوا في برنامج أوزارك جوبيلي في الفترة من 1955 إلى 1960. وفي عام 1956 وقعت عقدا مع كابيتول وسجلت عددا من الأغاني التي كانت مزيجا من الكانتري والروك أند رول. أصدرت أغنية I Gotta Know في عام 1956 والتي وصلت للمركز 15.
كانت أم جاكسون هي التي تصمم ملابسها في تلك السنوات. ولم تكن ملابسها تشبه الملابس التقليدية لمغنيات الكانتري وقتها، حيث ارتدت فساتين بأهداب، وكعبا عاليا وأقراط طويلة. وزعمت أنها كانت أول امرأة تضع «الإغراء في موسيقى الكانتري».
واصلت واندا تسجيل أغاني الروكابيلي من خلال عقدها مع المنتج كين نيلسون. أصرت جاكسون على أن يجعل نيلسون تسجيلاتها تبدو مثل تسجيلات زملائها في العلامة مثل جين فينسنت. جلب نيلسون العديد من عازفي الجلسات ذوي الخبرة والشعبية، مثل عازف بيانو الروك ميريل مور وعازف الإيتار المغمور وقتها باك أوينز. كانت واندا صاحبة نمط صوتي فريد وأغاني سريعة الإيقاع، وكان لها تأثير كبير في موسيقى الروك أند رول في ذلك الوقت.

### 1960-1964: ملكة الروكابيلي
سجلت جاكسون أغنية ناجحة في عام 1960 بعنوان Let's Have a Party، وهي أغنية سجلها بريسلي قبل ثلاث سنوات. وكانت فرقتها تضم بين أفرادها عازف البيانو بيج آل داونينج وعازف الجيتار روي كلارك الذي لم يكن معروفا وقتها. بدأت تحقق النجاح أيضا في مجال الكانتري بأغنيتها "Right or Wrong"، والتي كانت من تأليفها ووصلت إلى المركز التاسع على قائمة أغاني الكانتري، و "In the Middle of a Heartache" التي وصلت للمركز السادس على القائمة. كلا الأغنيتين نجحتا على قائمة أغاني البوب أيضا.
أدى النجاح بشركة كابيتول لتصدر لها عددا من الألبومات المؤلفة من أغانيها التي سجلتها في الخمسينيات، وظلّت بعدها تسجل ألبومات تتضمن أغاني روك أند رول وكانتري. ترشح ألبومها Two Sides of Wanda لجائز غرامي عن أفضل أداء نسائي غنائي عن موسيقى الكانتري وكان أول ترشيح جرامي لها.

### 1965-1979: الكانتري والإنجيل واللغات الأجنبية
بحلول عام 1965، بدأت جاكسون تركز على موسيقى الكانتري التقليدية في الوقت الذي انحسرت فيه شعبية الروكابيلي، وسجلت عددا من الأغاني الناجحة في العقد التالي.
في أوائل عام 1965، تمت دعوة جاكسون من قبل علامة إليكترولا الألمانية الشريكة لشركة كابيتول ريكوردز، وذلك لتسجيل بعض الأغاني باللغة الألمانية. وسجلت أغنية بالألمانية بعنوان «سانتو دومينغو» في استوديوهات إلكترولولا في كولونيا، ووصلت إلى المركز الخامس على قائمة الأغاني الألمانية وتصدرت قائمة أغاني مجلة المراهقين برافو. كما أعادت جاكسون تسجيل بعض أغانيها الألمانية باللغتين الهولندية واليابانية. أدى نجاح سانتو دومينغو إلى تسجيل ثمانية أغاني أخرى باللغة الألمانية حتى عام 1968، والتي تم إصدارها أيضا في ألبوم بعنوان Made in Germany. وقد سجلت آخر أغنية ألمانية لها في عام 1970.
في عامي 1970 و1971، أصدرت جاكسون آخر أغنيتين لها تصل العشرين الأوائل على قائمة أغاني الكانتري، A Woman Lives for Love (نالت عنها ثاني ترشيح جرامي) و "Fancy Satin Pillows". كما كان لها عرض في لاس فيغاس. كما أصبحت ثاني مغنية كانتري تقدم برنامجها الخاص (بعد كيتي ويلز)، وكان بعنوان ميوزيك فيلاج، من عام 1967 إلى 1968.
بدأت جاكسون بتسجيل أغاني وألبومات الإنجيل، بما في ذلك Praise the Lord على علامة كابيتول في عام 1972. بعد أن تخلت عنها كابيتول، سجلت عددا من الألبومات لعلامات دينية صغيرة وأقامت جولات للكنيسة الإنجيلية في البلاد مع زوجها. أرادت جاكسون أن تسجل مزيجا من موسيقى الكانتري والإنجيل لألبوماتها. إلا أن العلامات الدينية لم تهتم.

### 1980-1999: العودة إلى الروكابيلي
في أوائل الثمانينات، تمت دعوة جاكسون إلى أوروبا لغناء وتسجيل أغاني الروكابيلي عندما عاد الاهتمام بهذا النوع. وكانت تقيم الجولات المنتظمة في الدول الاسكندنافية وانكلترا وألمانيا خلال هذا العقد. أصدرت جاكسون ألبوم روكابيلي فيفر في عام 1984، وهو أول ألبوم غير ديني لها منذ عقد من الزمن وأول تسجيل روك لها منذ أكثر من عشرين عاما.

### 2000 وحتى الآن
غنت جاكسون في مهرجان الروكابيلي في جاكسون، تينيسي في عام 2001 مع فريق كاديلاك أنجلز. وواصلت تقديم الجولات رغم تقدّمها في السن.
أصدرت جاكسون ألبوم Heart Trouble عام 2003، وكان أول ألبوم لها منذ عام 1987، على علامة سي إم إتش ريكوردز. يضم الألبوم ستة عشر أغنية تتضمن ظهور شرفيا لفنانين آخرين مثل إلفيس كوستيلو وكرامس وروزي فلوريس. صورت المغنية أيمي لافير دور واندا جاكسون في فيلم ووك ذا لاين (2005) عن حياة جوني كاش.
أجرت جاكسون مقابلة عن أصول موسيقى الروكابيلي في الفيلم الوثائقي الكندي «روكابيلي 514» (2008)، من إخراج باتريشيا تشيكا ومايك وافر.
عادت إلى إنكلترا في 28 أكتوبر 2008 لتظهر في مهرجان لندن للروك اند رول مع جيري لي لويس وليندا غيل لويس في منتدى لندن.
في عام 2009، تعاونت مع جاك وايت لتسجيل ألبوم The Party Ain't Over الذي صدر عام 2011، والذي لقي استحسان العديد من النقاد لكنه لم ينجح كنجاح تعاون وايت مع لوريتا لين. كان هذا أول ألبوم لجاكسون يدخل قائمة بيلبورد هوت 200 للألبومات ووصل للمركز 58. حطمت جاكسون بهذا الألبوم رقم ماي وست القياسي كأكبر مطربة سنا تدخل هذه القائمة (بألبومها «واي أوت ويست» عام 1966)؛ كان عمر جاكسون 73 سنة، أي أكبر بسنة من ويست. قامت جاكسون بالترويج للألبوم بغنائها مع وايت على برامج ديفد ليترمان وكونان أوبراين.
جاكسون ظهرت على برنامج Hootenanny على بي بي سي في نهاية عام 2010، وأداء أغنية "Let's Have a Party" وأغنية إيمي وينهاوس "You Know I'm No Good" مع جولس هولاند. بعد وفاة واينهاوس في العام التالي، شاركت جاكسون في فيديو تكريم أيمي واينهاوس مع شارون جونز وداب كينغز.
أصدرت جاكسون ألبومها الحادي والثلاثين Unfinished Business عام 2012 على علامة شوجر هيل ريكوردز. وعادت فيه الألبوم إلى جذورها في الروكابيلي والكانتري، وهو من إنتاج المغني وكاتب الاغاني جاستين تاونز إيرل. أصبح الألبوم أول ألبوم لجاكسون يدخل قائمة ألبومات الكانتري منذ 39 عاما.

## الحياة الشخصية
في عام 1955، كانت جاكسون تواعد إلفيس بريسلي أثناء جولاتها معه. تزوجت من مبرمج في شركة آي بي إم يدعى ويندل غودمان في عام 1961، والذي كان أيضا مدير أعمالها. توفي في 21 مايو 2017. أنجب الزوجان طفلين. تعيش واندا في مدينة أوكلاهوما سيتي منذ بداية القرن.

## الجوائز والتقدير
ترشحت جاكسون عن فئة أفضل أداء صوتي كانتري لمغنية في الحفل السنوي السابع لجوائز جرامي في عام 1964، عن ألبومها Two Sides of Wanda. كما ترشحت عن أفضل أغنية أداء صوتي فئة الإناث في جوائز جرامي السنوية الثالثة عشرة في عام 1970، عن أغنية A Woman Lives for Love.
جاكسون عضوة في قاعة مشاهير الروكابيلي وقاعات مشاهير موسيقى أوكلاهوما ومشاهير قاعة أوكلاهوما لموسيقى الكانتري، بالإضافة إلى قاعة موسيقى الإنجيل الدولية وقاعة مشاهير الموسيقى الألمانية.
وضعت جاكسون في المركز 35 في استطلاع محطة CMT عن «أفضل 40 امرأة في موسيقى الكانتري» عام 2002.
تلقت زمالة التراث الوطني لعام 2005 الممنوحة من قبل المؤسسة الوطنية للفنون، وهو أعلى شرف في الولايات المتحدة في الفنون الشعبية والتقليدية.
تم ترشيحها لإدخالها في قاعة مشاهير الروك أند رول في عام 2005 ولكن لم ينجح الترشيح. رشحت للمرة الثانية في سبتمبر 2008؛ وأدخلت في 4 أبريل 2009 عن فئة التأثير المبكر. وكانت أول إضافة إلى هذه الفئة في تسع سنوات.
في عام 2009، قامت أوكلاهوما سيتي بتسمية زقاق عليها في منطقة بريكتون الترفيهية. وأقامت واندا جاكسون عرضا حيا بعد تدشينه في 30 سبتمبر 2009. كما قامت مدينة مود، وهي مسقط رأسها، بتسمية أحد شوارعها عليها.
في 9 سبتمبر 2010، قدمت لها جائزة إنجازات الحياة للغناء في حفل جوائز وتكريم موسيقى أمريكانا من قبل جاك وايت نيابة عن جمعية موسيقى أمريكانا.
في عام 2013، تم إدخالها إلى قاعة مشاهير موسيقى الروك أند رول في آيوا (IRRMA).
في عام 2016، حصلت جاكسون على جائزة «مؤسسة الموسيقى» في جوائز أميريبوليتان الموسيقية.
أصدرت جاكسون سيرتها الذاتية بعنوان «كل ليلة هي ليلة السبت: رحلة فتاة ريفية إلى قاعة مشاهير الروك أند رول» في 14 نوفمبر عام 2017. شاركت جاكسون في تأليفها مع سكوت بومار، وقد نشرتها بي إم جي ميوزك، وبها مقدمة بقلم إلفيس كوستيلو. تم تكريم الإصدار بحفلة رسمية، وقامت بتوقيع الكتاب في متحف غرامي.

## وصلات خارجية
- الموقع الرسمي
- واندا جاكسون على موقع IMDb (الإنجليزية)
- واندا جاكسون على موقع الموسوعة البريطانية (الإنجليزية)
- واندا جاكسون على موقع ميوزك برينز (الإنجليزية)
- واندا جاكسون على موقع رولينغ ستون (الإنجليزية)
- واندا جاكسون على موقع إن إن دي بي (الإنجليزية)
- واندا جاكسون على موقع أول ميوزيك (الإنجليزية)
- واندا جاكسون على موقع ديسكوغز (الإنجليزية)